# 塞瓦斯蒂安·冈萨雷斯
塞瓦斯蒂安·冈萨雷斯（西班牙語：Sebastián González，1978年12月14日—），智利男子足球运动员，司职前锋。他曾代表智利国奥队参加2000年夏季奥林匹克运动会足球比赛，获得一枚铜牌。